# Headroom Sound Production
Die Headroom Sound Production GmbH & Co. KG ist ein deutscher Hörbuchverlag mit eigenem Tonstudio in Köln. Produziert werden neben eigenen Hörbüchern auch Auftragsarbeiten für andere Verlage sowie verschiedene Anstalten des öffentlich-rechtlichen Rundfunks.

## Geschichte
Headroom wurde 1997 von Theresia Singer gegründet, die zuvor als Toningenieurin beim WDR tätig war. Ab 1999 konzentrierte sie sich auf das eigene Unternehmen und stellte 2000 erstmals als Verlag auf der Frankfurter Buchmesse aus.
Seit dem 1. Januar 2023 ist Headroom Teil der USM Verlag GmbH, München.

## Verlag
Die eigenen Produktionen werden in verschiedenen Reihen veröffentlicht, u. a. „Abenteuer & Wissen“, „Rätsel der Erde“ sowie „Astrologie & Leben“. Die Reihe „wegwärts“ gewann 2010 den Deutschen Hörbuchpreis in der Kategorie „Beste verlegerische Leistung“. Der Vertrieb erfolgt über mehrere Verlagsvertretungen in Deutschland, Österreich und der Schweiz.

## Bekannte Autoren
- Christian Bärmann
- Oliver Elias
- Sylvia Heinlein
- Reinhold Messner
- Maja Nielsen
- Joscha Remus
- Peter Schwindt

## Auftragsarbeiten
Headroom produziert Hörbücher im Auftrag anderer Verlage wie Random House, Gerstenberg Verlag, Verlagsgruppe Oetinger sowie für Anstalten des öffentlich-rechtlichen Rundfunks, u. a. Der Hund der Baskervilles nach Arthur Conan Doyle unter der Regie von Bastian Pastewka für den WDR.

## Auszeichnungen
- Deutscher Hörbuchpreis 2007, Kategorie „Das besondere Hörspiel“ für eine Adaption von Das Gespenst von Canterville nach Oscar Wilde.[7]
- Deutscher Hörbuchpreis 2009, Kategorie „Bestes Kinderhörbuch“ für eine Adaption von Der Krieg der Knöpfe nach Louis Pergaud.[8]
- Deutscher Hörbuchpreis 2010, Kategorie „Beste verlegerische Leistung“ für die Reihe „wegwärts“.[9]
- Bestenliste der Deutschen Schallplattenkritik 2. Quartal 2011, Kategorie „Kinder- und Jugendaufnahmen“ für eine Adaption von Alice im Wunderland nach Lewis Carroll.[10]